# Миронов, Виктор Александрович
Ви́ктор Алекса́ндрович Миро́нов (1935—2011) — советский промышленный деятель, управленец АВТОВАЗа.

## Биография
Родился 26 августа 1935 года в городе Горьком, ныне Нижний Новгород.
В 1958 году закончил физико-математический факультет Горьковского университета по специальности «механика». С 1 июля этого же года работал в Горьковском исследовательском физико-техническом институте инженером-конструктором, старшим инженером-радиотехником, инженером-исследователем. Стал ведущим инженером по ЭВМ М-20.
В 1963 году был приглашён на Горьковский автомобильный завод. Обучал руководителей завода основам компьютерной грамотности.
В марте 1967 года его пригласил на Волжский автозавод генеральный директор В. Н. Поляков. Обучался на заводе «ФИАТ» в Италии. На Волжском заводе полностью раскрылся творческий потенциал Виктора Миронова — в 1976−1978 годах он отвечал за управление производством завода.
В 1978 году был назначен заместителем технического директора по организации производства и АСУ Камского комплекса заводов по производству большегрузных автомобилей — «КамАЗ».
С 1981 года трудился на «АЗЛК» начальником Управления организации производства и АСУ. В 1983 году был назначен заместителем директора «АЗЛК» по производству, позже — начальником производственного управления.
С 1987 года — заместитель начальника управления технического развития, заместитель начальника управления организации производства, заместитель начальника производственного управления Московской дирекции Волжского автозавода.
С 30 мая 1996 года — на пенсии, проживал в Москве.
Будучи одним из крупнейших специалистов СССР в области автоматизированных/интеллектуальных систем управления, после выхода на пенсию продолжил профессиональную деятельность в центральном аппарате Государственной налоговой службы России, Министерства по налогам и сборам России, Федеральной налоговой службы России. Его уникальный опыт и компетенции были востребованы для разработки и внедрения основ цифровизации в области государственного налогового администрирования. Заслуги Виктора Александровича на этом поприще отмечены ведомственными поощрениями и благодарностями, присвоен классный чин "Советник налоговой службы Российской Федерации 1-го ранга". 
Умер 22 марта 2011 года, похоронен в Москве.

### Семья
- Жена — Миронова Марина Александровна.
  - Сыновья — Андрей и Александр.

## Награды
- В 1973 году награждён орденом Трудового Красного Знамени.
- В 1981 году награждён орденом Дружбы народов (за успехи при строительстве второй очереди КамАЗа).
- В 1989 году награждён почётным знаком «Ветеран автомобильной промышленности СССР».
- В 1997 году награждён юбилейной медалью «В память 850-летия Москвы».